# Bouffordia dichotoma
Bouffordia dichotoma är en ärtväxtart som först beskrevs av Carl Ludwig von Willdenow 1802 som Hedysarum dichotomum och fördes som enda art till det nybeskrivna släktet Bouffordia av Kazuaki Ohashi och Hiroyoshi Ohashi 2018.